# Маоистская Коммунистическая партия Китая
Маоистская коммунистическая партия Китая (МКПК) — запрещённая коммунистическая партия в Китае, придерживающаяся марксизма-ленинизма-маоизма.
МКПК основана в 2008 году в ответ на экономические реформы, инициированные Коммунистической партией Китая в 1980-х годах. Партия выступает категорически против этих реформ, которые по их мнению, «восстановили капиталистические социальные условия». Таким образом, её деятельность направлена на свержение «предательского ревизионистского правящего блока внутри Коммунистической партии Китая», инициировав «вторую социалистическую революцию » для восстановления диктатуры пролетариата . Конечной целью МКПК является достижение коммунизма.
Один из членов партии, Мао Хоужи был арестован в 2009 году за организацию собрания MКПК в Чунцине. Он был приговорен к десяти годам лишения свободы и освобожден в 2019 году. 12 мая 2021 года в преддверии празднования столетия Коммунистической партии Китая Мао был снова арестован.

## Смотрите также
- Китайские новые левые